# Universidade do Havaii
A Universidade do Havaí (University of Hawaiʻi), também conhecida como UH, é um sistema de faculdade e universidade pública que confere diplomas de bacharelado, mestrado, doutorado e pós-doutorado por meio de três campi universitário, sete faculdades técnicas, três centros universitários, quatro centros educacionais e vários outros meios de pesquisa distribuídos por seis ilhas em todo o Estado do Havaí nos Estados Unidos.